# Crataegus wilsonii
Crataegus wilsonii là loài thực vật có hoa trong họ Hoa hồng. Loài này được Sarg. mô tả khoa học đầu tiên năm 1912.